# Josef Herčík
Josef Herčík (22. března 1922 Uherský Brod – 9. července 1999 Praha) byl český grafik a rytec.

## Život a dílo
Vyučil se v uherskobrodské Zbrojovce, kde pak působil jako rytec dekoru zbraní. Po válce soukromě studoval na Akademii výtvarných umění v Praze u Vladimíra Pukla. Poté se věnoval grafice. Začátkem 60. let se začal věnovat též známkové tvorbě. Byl autorem nebo spoluautorem více než 400 poštovních známek. Působil při tvorbě poštovních známek Československa, Česka, Organizace spojených národů, Kuvajtu, Monaka, Japonska. Byl autorem první známky samostatné České republiky; tato známka byla vydána dne 20. ledna 1993, je tříkorunová a je na ní vyobrazen malý státní znak.